# Stazione di Peri
La stazione di Peri è una stazione ferroviaria posta sulla linea Bolzano-Verona. Serve il centro abitato di Peri, frazione del comune di Dolcè.

## Strutture e impianti
Il piazzale è composto da cinque binari: il secondo e il terzo binario sono di corretto da tracciato della ferrovia del Brennero, mentre il primo e il quarto sono destinati agli incroci e alle precedenze. Il quinto binario è impiegato per il ricovero dei mezzi di cantiere. Nei pressi dello scalo è presente anche una sottostazione elettrica di alimentazione per la linea aerea di contatto.
Presso il primo e il quarto binario sono presenti due colonne idrauliche.

## Movimento
La stazione è servita dai treni regionali Trenitalia della relazione Verona Porta Nuova-Bolzano con cadenza a frequenza oraria in entrambe le direzioni.